# Любовь до востребования
«Любовь до востребования» — российская мелодрама 2009 года. В главной роли Ольга Сухарева.

## Сюжет
Воспитанницы захолустной школы-интерната для детей сирот ведут романтическую переписку.
Таня Агашкова в течение года переписывалась с Костиком, но последнее время письма от него не приходят. В день совершеннолетия Таня покидает интернат и отправляется в деревню, чтобы поселиться в стареньком родительском доме. Впереди настоящая взрослая жизнь — ей нужно разыскать любимого, поступить в институт; однако на неё сразу взваливяются нешуточные испытания.
Таня идёт работать деревенским почтальоном и знакомится с местными жителями. Их простые человеческие истории так волнуют девушку, что она, стремясь помочь, невольно пробует на себя роль вершительницы чужих судеб. В ответ её собственная судьба готовит удар…

## В ролях
- Ольга Сухарева — Таня Агашкова (ее первая роль)[1]
- Дмитрий Муляр — Дима, участковый милиционер
- Павел Кузьмин — Костя
- Людмила Пошехонова — Анька
- Михаил Левченко — дядя Петя
- Наталья Мацюк — Светка
- Галина Новоселова — баба Катя
- Наталья Кучеренко — баба Нюра
- Михаил Асанкин — «Бурый»
- Юрий Иванов — «Фингал»
- Татьяна Телегина — Люба
- Ольга Торопова — Зина
- Татьяна Исаева — Нина Степановна
- Ирина Чельцова — Эльвира Федоровна
- Яна Иванова — Галка
- Арсений Торопов — Кузька
- Иван Мозговой — курсант Вася
- Дмитрий Тархов — курсант